# Guerra dos Treze Anos
A Guerra dos Treze Anos (em alemão: Dreizehnjähriger Krieg; em polonês : wojna trzynastoletnia), também chamada de Guerra das Cidades, foi um conflito travado em 1454-1466 entre a Confederação Prussiana, aliada à Coroa do Reino da Polônia, e a Estado da Ordem Teutônica.
A guerra começou como uma revolta das cidades prussianas e da nobreza local para conquistar a independência dos Cavaleiros Teutônicos. Em 1454, Casimiro IV da Polônia casou-se com Elizabeth da Austria (1436–1505) e a Confederação Prussiana pediu ajuda ao rei da Polônia Casimiro IV e se ofereceu para aceitar o rei como protetor em vez da Ordem Teutônica. Quando o rei concordou, a guerra estourou entre os partidários da Confederação Prussiana, apoiada pela Polônia, e os partidários do governo dos Cavaleiros Teutônicos.
A Guerra dos Treze Anos terminou com a vitória da Confederação Prussiana e da Polónia e na Segunda Paz de Toruń de 1466. Isso foi logo seguido pela Guerra dos Sacerdotes (1467–1479), uma longa disputa sobre a independência do Príncipe-Bispado Prussiano de Warmia (Ermland), na qual os Cavaleiros também buscaram a revisão da Paz de Toruń.